# Hero (2002)
Hero, is de internationale titel voor de Chinese film yīngxióng ('held') van de Chinese regisseur Zhang Yimou.
Hero is een Chinese martial-arts-film die tot het wuxia-genre behoort. Hero kwam uit in China op 24 oktober 2002 en staat te boek als de duurste film in de Chinese filmgeschiedenis.
Een groep moordenaars heeft gezworen de koning van het koninkrijk Qin, te zullen vermoorden. "Naamloos" gaat naar de hoofdstad om daar de beloning op te strijken voor het uitschakelen van deze moordenaars. De film vertelt het verhaal van de conversatie die "Naamloos" voert met de koning van Qin. Er wordt teruggeblikt op de reis die "Naamloos" aflegde en waarom hem de eer wordt verschaft om in de nabijheid van de koning te vertoeven.

## Plot
In het China van de Strijdende Staten beraamt een aantal moordenaars uit de staat Zhao een moordaanslag op de koning van het koninkrijk Qin, de machtigste factie van allen. Wanneer een lage ambtenaar, een wees, die zelfs nooit een naam heeft gekregen, de moordenaars uitschakelt, wordt hij opgeroepen voor een audiëntie bij de koning van Qin om te vertellen over de verrassende overwinning.
Deze naamloze man (無名) vertelt de koning van Qin (秦王) hoe hij Hemel (長空), Vliegende Sneeuw (飛雪) en Gebroken Zwaard (殘劍) heeft uitgeschakeld; deze hadden tien jaar geleden een pact gesloten om de koning te vermoorden. De koning leefde al die tijd in zo'n grote angst dat hij zijn gevechtsuitrusting voor lange tijd niet had afgedaan, noch had hij goed geslapen of bedienden toegelaten in zijn directe omgeving, zij allen moesten tot op 100 stappen van hem verwijderd blijven, op straffe van de doodstraf voor hen die het gebod schonden; tot op dat moment. Als de wapens van de moordenaars worden getoond en de koning de wapens van zijn beduchte vijanden ziet, is de koning, begrijpelijk, tevreden maar eveneens sceptisch. De naamloze held verhaalt (middels flashbacks) dat Vliegende Sneeuw en Gebroken Zwaard, beroemd vanwege hun innige liefde voor elkaar, slechts één moment van ontrouw hebben meegemaakt. Toen Vliegende Sneeuw de nacht doorbracht met Hemel. Dit wetende, versloeg Naamloos Hemel in een gewapend gevecht om vervolgens dit te melden aan Vliegende Sneeuw en Gebroken Zwaard, ervan uitgaande dat een van hen, hem zou wreken.
Met het doel jaloezie te kweken bij Vliegende Sneeuw, neemt Gebroken Zwaard zijn mooie dienares, Maan (如月), mee naar zijn bed; hierop wordt hij vermoord door Vliegende Sneeuw en later wordt zij ook gedwongen om Maan te vermoorden, wanneer zij tracht haar meester te wreken. Uiteindelijk wordt Vliegende Sneeuw vermoord door Naamloos in een gewelddadige confrontatie.
De koning van Qin is onder de indruk van Naamloos' verhaal, maar ontrafelt snel het verhaal. Drie jaar geleden, zo vertelt de Koning, bestormden Vliegende Sneeuw en Hemel het paleis om hem te vermoorden. Echter werd zijn leven om een onbekende reden gespaard. De koning stelde dat zij eerbare krijgers waren en niet de mokkende en onzekere adolescenten zoals Naamloos ze beschrijft. Naamloos' verhaal is één grote leugen, aldus de koning. De koning vertelt vervolgens zijn visie op het verhaal (opnieuw ondersteunt door flashbacks), Hemel heeft bewust zijn leven opgeofferd voor Naamloos, wetende dat het Naamloos op twintig stappen van de koning zal brengen en dit Naamloos dan in staat zou stellen de koning te doden. Zo vroeg Naamloos ook aan Vliegende Sneeuw en Gebroken Zwaard om hun levens in zijn handen te leggen, wat Vliegende Sneeuw vervolgens ook deed. (Ironisch genoeg, is de Konings verbeelding van de scheiding tussen de twee geliefden een mooi en aangrijpend tafereel, waarin beide bereid zijn te sterven opdat de ander zou kunnen leven.) Gezien dat offer veronderstelt de koning dat Naamloos een geheime en dodelijke techniek beheerst die enkel accuraat is op tien passen. Nadat Vliegende Sneeuw was verslagen pleegde Gebroken Zwaard zelfmoord om bij zijn geliefde te zijn en om zo Naamloos naar de troon te kunnen brengen.
Naamloos bevestigt dit alles en hij vertelt de koning dat hij een snelle techniek heeft die dodelijk is op tien passen afstand. Zijn zwaard kan eveneens de vitale organen ontwijken wanneer hij iemand neersteekt. Hierdoor was Hemel ook bereid om verslagen te worden (hij is nog altijd in leven en geneest gestaag), gezien deze ontwikkelingen vraagt Naamloos ook aan Vliegende Sneeuw en Gebroken Zwaard eenzelfde offer te brengen. Vliegende Sneeuw stemt toe, maar Gebroken Zwaard stemt niet toe: De koning van Qín moet in leven blijven, hij beschrijft (in een flashback binnen in een flashback) de aanval op het paleis drie jaar terug: zij drongen binnen in het paleis en Gebroken Zwaard ging een confrontatie aan met de koning, maar spaarde het leven van de koning. Gebroken Zwaard was tot een inzicht gekomen, dat hij verwoordde in twee woorden : 天下 (tiān xià) wat letterlijk 'Alles onder de hemel' betekent. Enkel de koning van Qin kan vrede, eenheid en stabiliteit brengen in het land van de oorlogszuchtige koninkrijken, als hij niet wordt belemmerd in zijn bloedige queeste. En in dit geval, stelt Gebroken Zwaard, dat het lijden van enkelen ondergeschikt is aan het welzijn van velen. Gebroken Zwaard smeekt Naamloos om de koning te sparen, zo dat hij zijn doel kan verwezenlijken. De koning is geroerd en vereerd door de woorden van Gebroken Zwaard, dat juist deze man, die hij altijd zo vreesde, zijn intenties begrijpt. Echter Naamloos is rancuneus jegens de koning en negeerde de smeekbede van Gebroken Zwaard. De koning begrijpt dat hij onmogelijk nog kan ontsnappen aan Naamloos en is bereid waardig zijn lot te aanvaarden.
Uiteindelijk kiest Naamloos er toch voor om de koning niet te doden. Wanneer het nieuws, middels een vlaggensein Vliegende Sneeuw bereikt is zij ziedend en valt Gebroken Zwaard aan, hem er van beschuldigend een verrader te zijn. Om zijn inzicht en overtuiging te bewijzen, besluit hij zich niet te verdedigen, waarop hij wordt gedood; dol van verdriet en niet begrijpende waarom haar geliefde zich niet tegen haar verdedigde en dus koos voor de dood, rijgt zij zichzelf aan hetzelfde zwaard als dat nog door de borst van Gebroken Zwaard heen steekt. Intussen verlaat Naamloos het Paleis, maar wordt alsnog, in opdracht van de ontstelde koning, opgehitst door zijn raadgevers, bij de poort van het Paleis door een regen van pijlen geëxecuteerd, vanwege zijn beraamde moordpoging; wordt hij een held. In de eindtekst wordt aangegeven dat de koning van Qín inderdaad vrede, eenheid en stabiliteit wist te brengen in alle koninkrijken en dat hij China's eerste keizer Qín Shǐ Huáng werd, die onder andere verantwoordelijk is voor de eenwording van de taal, gewichts- en lengte-eenheden en het voltooien van de Chinese Muur.

## Rolverdeling
- Jet Li - "Naamloos" (無名 - wúmíng)
- Maggie Cheung - "Vliegende Sneeuw" (飛雪 - fēixuě) (als Maggie Cheung Man-Yuk)
- Tony Leung - "Gebroken Zwaard" (殘劍 - cánjiàn) (als Tony Leung Chiu-Wai)
- Donnie Yen - "Hemel" (長空 - chángkōng)
- Daoming Chen - Koning van koninkrijk Qin (秦王 - qínwáng)
- Zhang Ziyi - "Maan" (如月 - rúyuè)
- Zhongyuan Liu - Oud-leerling
- Tianyong Zheng - Oud-dienaar
- Yan Qin - Eerste minister

## Politieke betekenis
Ondanks het feit dat de film gedeeltelijk is geïnspireerd door het succes van films zoals Crouching Tiger, Hidden Dragon, bleef eenzelfde succes uit. Dit komt voornamelijk door buitenlandse kritieken op het pro-totalitair en het pro-Chinees reünificale karakter van de film. Maar ook de toestemming, afgegeven door de Chinese regering voor het maken van deze film wordt bekritiseerd, wat duidt op het ontbreken van vrijheid van meningsuiting. De kritieken stellen dat de algehele betekenis van de film staat voor de triomf, veiligheid en stabiliteit boven vrijheid en mensenrechten. Het concept van 'alles onder de hemel' wordt gebruikt om de annexatie van gebieden zoals Tibet en Sinkiang door de Volksrepubliek China te rechtvaardigen en de reünificatie van Taiwan met China te promoten.
Verder wordt de toekomstige eerste keizer van China geportretteerd als een zeer sympathieke koning, terwijl keizer Qín Shǐ Huáng eeuwenlang door Confuciaanse filosofen werd gezien als een brute tiran. Een andere, veel minder sympathieke vertolking van keizer Qín Shǐ Huáng kan men zien in de door Chen Kaige geregisseerde film 荊柯刺秦王 (jīng kē cì qín wáng, The Emperor and the Assassin). Terwijl zijn regeerstijl als bruut wordt gezien, kijkt men tegenwoordig objectiever naar zijn daden, zoals het brengen van eenheid in de taal, gewichts- en lengte-eenheden, valuta en voor het opzetten van een nationaal transport netwerk.
Regisseur Zhāng Yìmóu vocht deze beweringen aan op het Filmfestival van Cannes van 1999. Fans van Zhāng Yìmóu en zijn film stellen dat de toestemming van de Chinese regering in niets verschilt van het leger van de Verenigde Staten, dat steun gaf aan films, zoals Top Gun, waarin het leger van de V.S. in een positief licht werd gezet. Anderen stellen zelfs dat Zhāng Yìmóu in het geheel geen politieke intenties had bij het maken bij de film. Zhāng Yìmóu zelf zegt geen politieke intenties te hebben.

## Kaartverkoop
Toen Hero in december 2002 in Hongkong in première ging, bracht de film alleen al in de eerste week een totaalbedrag op van HKD 15.471.348,- (destijds ruim 1,5 miljoen euro). Uiteindelijk zou Hero 26 miljoen Hongkong dollars opleveren. Hiermee was Hero een van de topfilms in Hongkong dat jaar.
Op 27 augustus 2004, na een grote vertraging, komt Hero in 2.031 Amerikaanse bioscopen, onbewerkt slechts ondertiteld. Meteen stond de film op nummer één en bracht in de eerste week $18.004.319,- (€13.671.333,00) op. Met de totale opbrengst van $53.710.019,- (€40.782.469,36) is het de vierde best bezochte buitenlandse film in de Amerikaanse bioscoopgeschiedenis.
De wereldwijde opbrengst bedroeg € 134.685.853,80.

## Prijzen
- Hero was genomineerd voor een Oscar in de categorie: Beste niet-Engelstalige film, tijdens de Oscars van 2003, maar verloor dat jaar, het was de film Nowhere in Africa die de Oscar won.
- Zhāng Yìmóu won de Alfred Bauerprijs op het Filmfestival van Berlijn in 2003 voor zijn film.
- De National Society of Film Critics bekroonde Zhāng Yìmóu met de prijs voor best regisseur.

## Varia
- Het muziekinstrument dat gebruikt werd tijdens het gevecht in patio van de herberg is een oude vorm van de guqin, een zevensnarige citer.
- Het titellied yīngxióng (英雄, held) wordt gezongen door Faye Wong.
- Dit is de eerste film die Jet Li maakte in de Volksrepubliek in meer dan 20 jaar sinds zijn debuut als hoofdrolspeler in Shaolin Temple (少林寺, Shàolínsì) in 1979.
- De koning van Qín gebruikte een oude manier om 'ik' te zeggen, 寡人 (guǎrén), dat letterlijk uw onwaardige koning betekende en te vergelijken is met het gebruik van de pluralis majestatis.
- Het bordspel dat men speelde in de patio van de herberg heet wéiqí, in het Westen bekend onder de naam 'go', een oud strategisch spel dat men tegenwoordig nog altijd speelt.
- Een uitgebreidere versie van Hero met acht minuten extra materiaal is uitgegeven in China. Hierin zijn kleine verschillen in het verhaal, de muziek en de vechtscènes te zien in vergelijking met de bioscoopversie. Eén opmerkelijk verschil in de uitgebreide versie is dat Maan zich van het leven tracht te beroven, maar wordt gestopt door Naamloos, nadat zij werd achtergelaten door Gebroken Zwaard.
- De vlieg-vechtscène tussen Naamloos en Gebroken Zwaard werd gefilmd bij het Pijl Bamboemeer (箭竹海, Jiànzhú Hǎi) in de Jiǔzhàigōu Vallei in het noorden van de provincie Sichuan.
- Jié in de voornaam van Jet Li (李連杰/李连杰, lǐ liánjié) wordt geschreven als 杰 (jié), dat ook 'held' betekent.
- In de videoclip van Nửa vầng trăng van de Vietnamese zangers Như Quỳnh worden beelden van de film gebruikt. Het lied gaat ook over deze gebeurtenis.